# Ломинейшвили, Майя
Майя Ломинейшвили (груз. მაია ლომინეიშვილი; род. 11 ноября 1977, Тбилиси) — грузинская шахматистка, гроссмейстер среди женщин (1996), международный мастер среди мужчин (2003).

## Биография
Участвовала в юношеских чемпионатах Европы по шахматам и юношеских чемпионатов мира по шахматам в различных возрастных группах. В 1991 году победила на юношеском чемпионате Европы по шахматам среди девушек в возрастной группе U14. В последующие годы завоевала ещё три награды: золото (юношеский чемпионат Европы по шахматам в 1996 году в группе U20) и две бронзы (на юношеских чемпионатах мира по шахматам в 1993 году в группе U16 и в 1994 году в группе U18). В 1995 году в Кишинёве дебютировала в зональном турнире ФИДЕ, но заняла лишь 34 место. 
Два раза завоевала медали на чемпионатах мира по шахматам среди студенток: в 2000 году в Варне была первой, а в 1998 году в Роттердаме была второй. В 2000 году побеждала на международных женских шахматных турнирах в Батуми и в немецких городах Бёблингене и Родевише. Шесть раз становилась победительницей чемпионатов Грузии по шахматам среди женщин (1993, 1996, 1998, 2002 — вместе с Аной Матнадзе, 2009, 2011).
Участвовала в женских чемпионатах мира по шахматам:
- В 2004 году в Элисте после победы во втором туре над Алисой Галлямовой в третьем туре уступила своей соотечественнице Нане Дзагнидзе[4];
- В 2010 году в Антакье в первом туре проиграла Анне Затонских[5].

Квалифицировалась и на чемпионат мира по шахматам среди женщин в 2008 году, который проходил в Нальчике, но из-за вооружённого конфликта в Южной Осетии вместе с другими грузинскими шахматистками отказалась принять участие в турнире.
Представляла Грузию на трёх шахматных олимпиадах (2004—2008), где в командном зачёте завоевала золотую (2008) медаль, а в индивидуальном зачете завоевала бронзовую (2008) медаль, и на пяти командных чемпионатах Европы по шахматам (1997—2007), где в командном зачёте завоевала серебряную (2005) медаль, а в индивидуальном зачете завоевала серебряную (2007) медаль, и на командном чемпионате мира по шахматам в 2009 году.